# ゲートフラッグ
ゲートフラッグとは、スポーツ（主にサッカー）の観戦時にサポーターやファンが両手で持つ旗のことである。一般的には、旗両端を筒状とし、その部分に支柱を1本ずつ差し込み、布を広げる形で支柱を両手で持って高く掲げて使用する。掲げたさまが門に見えることから名づけられた。通称ゲーフラ（以下こちらで記述）とも。 
旗や垂れ幕、横断幕などを製作している会社が注文を受け付けている場合も多くなってきたが、ファン個人が掲げているものの多くは基本的には手作りによるものである。会場によっては布以外の素材の使用禁止が規定されている場合があるため、布で製作されたものが多いが、まれに紙製の使い捨て用もみられる。

## 各スポーツでの使われ方

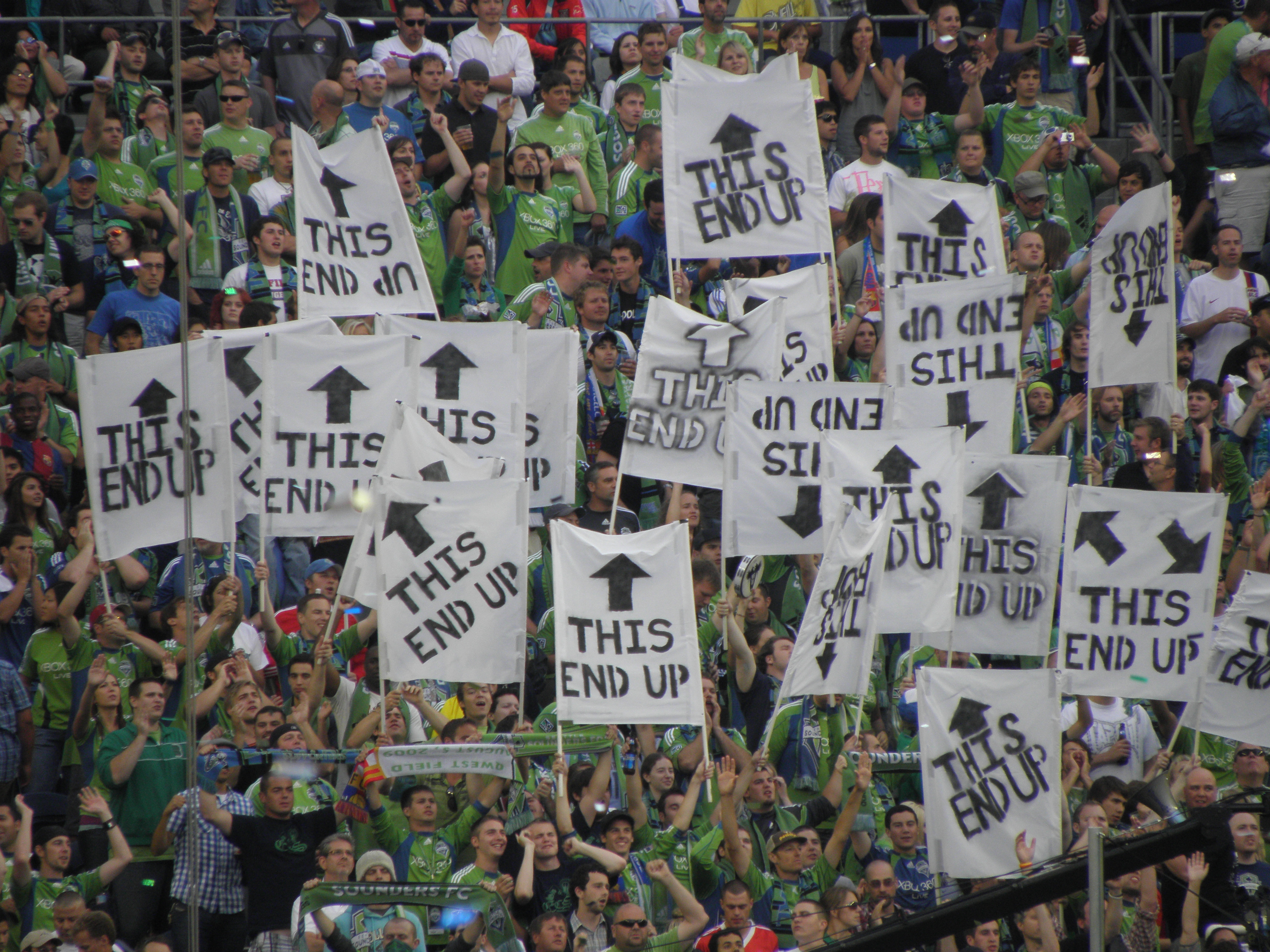
ゲートフラッグを掲げるMLSシアトル・サウンダーズFCサポーター

### サッカーでのゲーフラ
多くのチームでの使用がみられ、応援道具として認知度は高い。選手入場時などにも掲げられ、スタジアムを鮮やかに演出している。使用できないスタジアムは基本的になく、それぞれのクラブやリーグによって定められた掲出ルールに従って掲げられる。デザインはシンプルに選手の名前や姿を描いたものからアニメキャラや芸能人のパロディまで非常に多岐に渡る。
1999年に浦和レッドダイヤモンズのサポーターが日本で最初にゲーフラを掲げ、他チームサポーターにも浸透した。

### 野球でのゲーフラ
サッカーと違い、あまり浸透していない。それでも一部のファン（広島東洋カープ・千葉ロッテマリーンズ・読売ジャイアンツ・埼玉西武ライオンズなど）による使用は見受けられるが、球場のルール上は「応援ボード」と同様の扱いとされ、多くの球場では応援ボードと同じルールで掲げなければならない。

### 掲げる際のルールの例
同じ球場でも主催者が変わるとルールも変更される可能性があるため注意が必要。詳しくは主催者側に問い合わせること。応援ボードの規制ルールが適用される。
- ドジャー・スタジアム：規制なし。
- T-モバイル・パーク：規制なし。
- 札幌ドーム：規制なし。1座席分×1座席分が目安。
- 楽天生命パーク宮城：規制なし。縦50cm×横50cmが目安。
- ZOZOマリンスタジアム：80cm×80cmが目安
- 東京ドーム：ゲートフラッグの使用は禁止。ただし布製の応援グッズを持ちやすくするために、ポールをつけることは可能であるが、ポールが布部分からはみ出ている場合、手持ち部分が存在するとみなされ旗として規制対象となる場合が有る。60cm×60cmが目安。
- ベルーナドーム：規制なし。縦120cmｘ横150cmが目安。
- 明治神宮野球場：手持ち部分があると旗であると見なされ禁止。60cm×60cmが目安。
- 横浜スタジアム：規制なし。70cm×70cmが目安。
- バンテリンドームナゴヤ：規制なし。41cm×55cmが目安。
- 京セラドーム大阪：規制なし。1辺が60cmが目安。
- 阪神甲子園球場：規制なし。55cm×55cmが目安
- ほっともっとフィールド神戸：規制なし。
- MAZDA Zoom-Zoom スタジアム広島：ゲーフラの使用は禁止。最大60cm×50cm程度。
- 福岡ペイペイドーム：規制なし。60cm×60cmが目安。
- 台北市立天母野球場：ゲーフラの使用は禁止。
- 桃園国際野球場：縦120cm×横80cm以内。